# 寛溝駅
寛溝駅（かんこうえき）は、中華人民共和国黒竜江省牡丹江市東寧市にかつて存在した浜綏線の駅。

## 歴史
- 1899年 - 開業。
- 2015年12月28日 - 新線付け替えにより廃止。

## 隣の駅
中華人民共和国鉄道部
浜綏線
綏陽駅 - 寛溝駅 - 綏芬河駅
座標: 北緯44度23分35秒 東経131度04分42秒 / 北緯44.3931度 東経131.0783度